# Edward Finch (compositeur)
Edward Finch (1664-1738) est un compositeur anglais.

## Biographie
Il est le cinquième fils de Heneage Finch, 1er comte de Nottingham. Il fait ses études au Christ's College de Cambridge et obtient sa maîtrise en 1679. Il représente l'Université de Cambridge au Parlement de 1689-1690. Il est ordonné diacre à York en 1700, devint recteur de Wigan, est nommé prébendier de York le 26 avril 1704 et réside à l'extrémité nord de la maison du trésorier dans le Close. Il s'intéresse activement aux questions musicales, comme il en ressort de sa correspondance à sa famille. Finch est installé prébendier de Canterbury le 8 février 1710. Il meurt le 14 février 1738, âgé de 75 ans, à York, où un monument érigé par lui dans la cathédrale à sa femme et son frère (Henry, doyen d'York) porte un buste et une inscription à sa mémoire.

## Œuvres
Le Te Deum et l'hymne Grant, we beseech Thee de Finch, tous deux écrits en cinq parties, ont été inclus dans la Collection of Services de Thomas Tudway (Harleian MSS. 7337–42).
A Grammar of Thorough Bass (Une grammaire de la basse continue), avec des exemples, un manuscrit de 66 pages, est allé à la bibliothèque Euing à Glasgow.
Dans les lettres manuscrites de Finch, il y en a une adressée à son frère Daniel Finch, 2e comte de Nottingham, et datée de Winwick, 12 juillet 1702 ; il y énonce ses vues sur les sinécures et discute d'autres questions d'avancement.